# Lutz Pfannenstiel
Lutz Pfannenstiel (Zwiesel, Alemania Federal, 12 de mayo de 1973) es un exjugador y actual entrenador de fútbol alemán. En su etapa como jugador profesional se desempeñaba como guardameta. Actualmente trabaja como director deportivo del St. Louis City SC de la Major League Soccer de Estados Unidos.

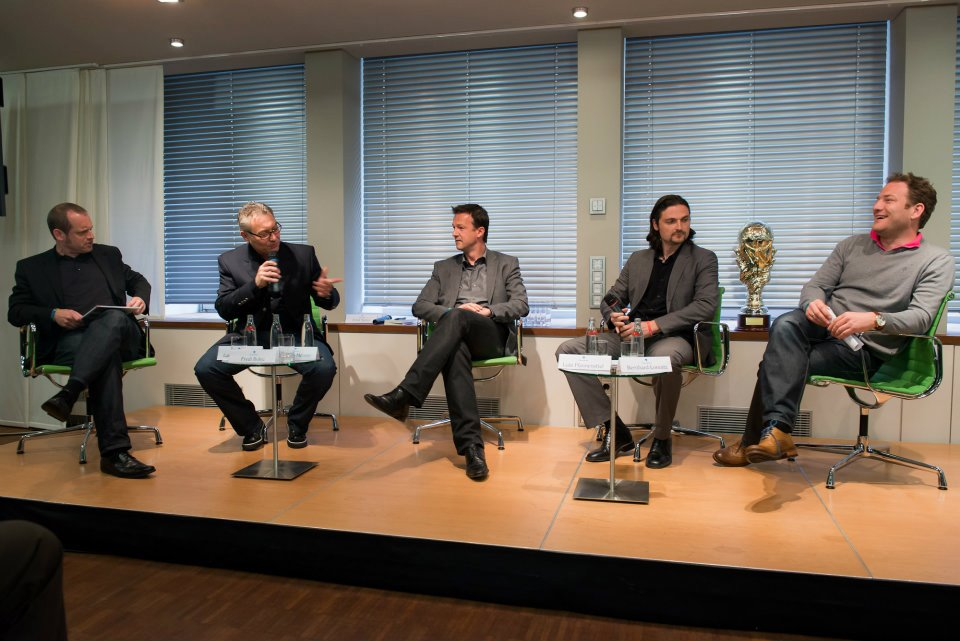
Lutz Pfannenstiel (cuarto de izq. a der.) en una entrevista

Es el único futbolista que jugó en clubes de las seis confederaciones de la FIFA y en cinco continentes del mundo. Escribió un libro titulado Unhaltbar - Meine Abenteuer als Welttorhüter (en español: Imparable - Mis aventuras como trotamundos), publicado el 1 de octubre de 2009.
Ostentó el récord de ser el futbolista que ha jugado en más clubes de forma profesional en la historia (25 equipos diferentes) hasta diciembre de 2017, cuando fue superado por el uruguayo Sebastián Abreu, quien llegó a jugar en 32 clubes distintos.

## Selección nacional
Jugó 5 partidos internacionales con la selección alemana sub-17.

## Equipos

### Como jugador
| Equipo                        | País          | Año       |
| ----------------------------- | ------------- | --------- |
| 1. FC Bad Kötzting            | Alemania      | 1991-1993 |
| Penang FA                     | Malasia       | 1993-1994 |
| Wimbledon FC                  | Inglaterra    | 1994-1995 |
| Nottingham Forest             | Inglaterra    | 1995-1997 |
| Orlando Pirates (cedido)      | Sudáfrica     | 1996      |
| Sembawang Rangers             | Singapur      | 1997      |
| TPV Tampere                   | Finlandia     | 1997      |
| FC Haka                       | Finlandia     | 1997-1998 |
| PK Isalmi (cedido)            | Finlandia     | 1998      |
| Wacker Burghausen             | Alemania      | 1999      |
| Geylang United FC             | Singapur      | 1999-2000 |
| Dunedin Technical             | Nueva Zelanda | 2001-2003 |
| Bradford Park Avenue (cedido) | Inglaterra    | 2001      |
| Huddersfield Town (cedido)    | Inglaterra    | 2001-2002 |
| ASV Cham (cedido)             | Alemania      | 2002      |
| Bradford Park Avenue (cedido) | Inglaterra    | 2002-2003 |
| Bærum SK (cedido)             | Noruega       | 2003      |
| Calgary Mustangs              | Canadá        | 2004      |
| Otago United                  | Nueva Zelanda | 2004-2006 |
| KS Vllaznia Shkodër           | Albania       | 2006-2007 |
| FC Bentonit Ijevan            | Armenia       | 2007      |
| Bærum SK                      | Noruega       | 2007      |
| Vancouver Whitecaps           | Canadá        | 2007      |
| Atlético Aichinger            | Brasil        | 2008      |
| FK Fløy                       | Noruega       | 2008      |
| Manglerud Star                | Noruega       | 2009      |
| Ramblers FC                   | Namibia       | 2009-2011 |

### Como entrenador
| Equipo                                                             | País           | Año       |
| ------------------------------------------------------------------ | -------------- | --------- |
| FC Bentonit Ijevan                                                 | Armenia        | 2007      |
| Flekkerøy IL (asistente)                                           | Noruega        | 2008      |
| Selección nacional (entrenador de porteros)                        | Cuba           | 2008-2009 |
| Manglerud Star (entrenador de porteros)                            | Noruega        | 2009      |
| Ramblers FC                                                        | Namibia        | 2009-2010 |
| Selección nacional (adjunto)                                       | Namibia        | 2010      |
| Antártica XI (mánager y entrenador de porteros)                    | Antártida      | 2009-2010 |
| TSG 1899 Hoffenheim (ojeador y jefe de relaciones internacionales) | Alemania       | 2011-2018 |
| Fortuna Düsseldorf (director general deportivo)                    | Alemania       | 2019-2020 |
| St. Louis City SC (director deportivo)                             | Estados Unidos | 2020-     |

## Palmarés

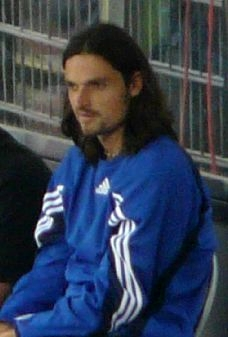
Lutz Pfannenstiel en 2008

### Campeonatos nacionales
| Título        | Equipo  | País      | Año  |
| ------------- | ------- | --------- | ---- |
| Veikkausliiga | FC Haka | Finlandia | 1998 |

## Antecedentes y lesiones
Jugando al fútbol en Singapur, fue acusado de arreglo de partidos y encarcelado durante 101 días. Sin embargo, fue puesto en libertad por falta de pruebas.
Estuvo tres horas en coma después de un choque con Clayton Donaldson, cuando jugaba en el Bradford Park Avenue contra Harrogate Town en un partido de la Northern Premier League el 26 de diciembre de 2002. En una disputa por el balón, Donaldson lo golpeó muy fuerte en el esternón con la rodilla. Sus pulmones colapsaron, su corazón dejó de latir y estuvo a punto de ser declarado muerto. La lesión fue tan grave que el árbitro, John Moss, abandonó el partido. Bradford Park Avenue iba ganando 2-1 en el momento del incidente.

## Trayectoria como escritor
Su biografía Unhaltbar — Meine Abenteuer als Welttorhüter (Imparable - Mis aventuras como portero mundial) fue publicada el 1 de octubre de 2009.

## Trayectoria en televisión
Durante las Copas del Mundo de  2010 y 2014, trabajó como comentarista para la cadena de televisión alemana ZDF.